# Sávoly vasútállomás
Sávoly vasútállomás egy Somogy vármegyei vasútállomás, Sávoly településen, a MÁV üzemeltetésében.
A falu központjától közel 4 kilométerre északnyugatra helyezkedik el, külterületek között; közúti elérését egy több mint két kilométer hosszú önkormányzati út teszi lehetővé, amely a 6811-es út folytatásaként ágazik ki a 7-es főútból, a község belterületének északnyugati szélén.
A megállóhelyen 2021. június 19-én üzemkezdettel megszűnt a személyforgalom, a vonatok megállás nélkül áthaladnak.

## Vasútvonalak
Az állomást az alábbi vasútvonalak érintik:
- Budapest–Murakeresztúr-vasútvonal

## Kapcsolódó állomások
A vasútállomáshoz az alábbi állomások vannak a legközelebb:
- Vörs megállóhely (Budapest–Murakeresztúr-vasútvonal)
- Zalakomár vasútállomás (Budapest–Murakeresztúr-vasútvonal)